# Nume alternative românești de plante
Aceasta este o listă cu denumiri de plante (arbori, arbuști, flori) sortate în ordine alfabetică după numele binomial (numele stiințific în limba latină). Această listă nu este închisă, este în continuă completare.

## A
- Abelmoschus esculentus (syn. Hibiscus esculentus) - bamă, bamie, ocra, bambă, bamie, bamne, bamnă
- Abies alba - brad argintiu, porob
- Abies nordmanniana - brad de Caucaz
- Abutilon theophrasti - teișor, pristolnic, crucea-pâinii, floarea-crucii
- Acanthus longifolius - talpa-ursului, matrună, pălămidă, brânca-ursului;
- Acer platanoides - arțar, velniș, harțar(iu), ațar, arceriu, arceriu, platan
- Acer tataricum - arțar tătărăsc, gladiș, glădici, verigar
- Achillea cartilaginexa - strănutătoare, cănăcei (pl.), ciucurei (pl.), rotoțele-albe (pl.), schinteiuțe-albe (pl.)
- Achillea millefolium - coada șoricelului
- Aconitum - omag, omeag , mierea-ursului, toaie, cucurbețea, cucurbețică, dalac, fasolea-cioarei, lepădătoare, lingura-frumoaselor, lingura-popii, păsulică,
- Acorus calamus - obligeană, calm, spetează, trestie-mirositoare, speribană, spetejoară
- Acroptilon repens - amăruță-de-cîmp
- Adianthum capillus venéris - părul-fetei, buricul-Vinerei, buruiană-de-bubă-neagră, părul-Maicii-Domnului, părul-orfanei, percica-fetei
- Adonis aestivalis - ruscuță, cocoșel de câmp, chimen-câinesc, iarba-cocoșului.
- Adonis vernalis, flammea et autumnalis - ruscuță, cocoșel, scânteiță, spânț, dediței-galbeni (pl.).
- Agrostemma githago - zizanie, năgară, neghină obișnuită, mălură, plevilă, negreață, pleavă.
- Agrostis stolonifera - iarba-câmpului
- Ailanthus altissima (et glandulosa) - cenușar, oțetar fals, arbore-puturos
- Aira caespilosa - păiuș, păiș, pipiriguță, târsoacă, iarba-bălții, iarbă-lungă
- Ajuga genevensis - suliman, gubănaș, lavrentină, vinețică, vineriță, iarbă-de-greutate.
- Ajuga laxmanni - avrămeasă, avrămească, barba-boierului, cârstănească, cristeneasă
- Ajuga reptans - vineriță, lavrentină, tămâiță, vineț
- Albizia julibrissin - ghiulbersin, arborele de mătase
- Alchemilla vulgaris- crețișoară, brumărie, plașcă, umbrarul-doamnei
- Alisma plantago - limbăriță, limba-bălților, limba-broaștei, limba-oii, pătlagină-de-apă, podbal-de-apă
- Allium ascalonicum - hașmă, ceapă-franțuzească, eșalot
- Allium cepa - ceapă, ceapă de sămânță: arpagic, orceag, parpangică, puiac, puiț, șapă
- Allium fistulosum - ceapă-ciorească, cepșoare (pl.), ceapă-lungă
- Allium porrum - praz, horceag, poroaică, poroi, pur, ceapă-albă, ceapă-blândă, coada-vacii
- Allium sativum - usturoi, ai
- Allium ursinum - leurdă, ai-ciorăsc, ai-de-pădure, ai-sălbatic, aiuț, ai-ciorasc, aliu, aliu de iunie, leoardă, leordă
- Allium vineale - usturoi sălbatic, samuraslă, pur
- Alnus - arin, arinde
- Alopecurus pratensis - coada vulpii
- Alsine vera - mierliță
- Althaea rosea - nalbă, rujă, rujulină
- Amaranthus retroflexus - știr
- Ambrosia trifida - ambrosia tripartită
- Ambrosia artemisiifolia - ambrosia pelinifolie
- Andromeda polifolia - ruginare
- Androsace chamaejasme - lăptișor, laptele-stâncii, primuliță
- " Androsace lactea" - laptele-stîncii
- Androsace obtusifolia
- Anemone hepatica - crucea-voinicului, breabăn, viorele (pl.), floarea-paștilor, foaie-de-vioară, iarba-fiarelor, iarbă-trei-răi, trei-crai, trei-răi, trei-răi-boieresc
- Anemone nemorosa - floarea-paștelui, găinușe (pl.), oiță, păscuță, păștiță, turculeț, floarea-oștilor, floarea-păsărilor, floarea-vântului, pâinea-paștelui
- Anemone ranunculoides - păștiță, găinușă, gălbenele (pl.), dediței-galbeni (pl.), floarea-paștilor, floarea-păsărilor, floarea-vântului-galbenă, breabăn, păscuță, turculeț, zlac, muscerici-galbeni (pl.), pâinea-paștelui
- Anemone silvestris - dediței-de-pădure(pl.), dediței-sălbatici (pl.).
- Anethum graveolens - mărar, mărai, măidănaș
- Angelica archangelica - angelică, angelină, buciniș, anghelică, anghelină
- Antennaria dioica - parpian, flocoșele (pl.), linariță, măruncă, părălei (pl.), siminoc, floarea-patului, laba-mâții, scânteiuță-de-munte, sunătoare-de-munte, talpa-mâței, talpa-pisicii
- Anthemis tinctoria - floare-de-perină, iarbă-de-perină
- Anthoxanthum odoratum - vițelar, pălciană, părangină, iarbă-mirositoare
- Anthriscus cerefolium (syn.Anthriscus silvestris) - asmațuchi, hasmațuchi, asmațúchi, asmățúi, hașmaciúcă, chervăr
- Antirrhinum majus - gura leului, cățelandru
- Anisantha tectorum - obsigă acoperitoare
- Apium graveolens - țelină, seler, țeler, achiu.
- Aquilegia vulgaris - căldărușă, candeluță, toporaș, cinci-clopoței, cinci-coade, clopoței-cornuți (pl.).
- Arctostaphylos uva ursi - strugurii ursului
- Arrhenatherum elatius - ovăscior
- Aristolochia clematitis - mărul lupului, remf, renf, rîmf, curcubețică, coaiele popii
- Armeniaca vulgaris (syn. Prunus armeniaca) - cais, zarzăr, măgdălan, tenghere, tinghirel
- Armoracia rusticana - hrean, usturoi, rădăcină-sălbatică, tormac
- Arnica montana - arnică, podbal-de-munte, carul-pădurilor, carul-zânelor, țâța-oii, roit.
- Artemisia absinthium - pelin, peliniță, iarba-fecioarelor, lemnul-Domnului
- Artemisia annua (et pontica) - peliniță, mălin, măturișcă, măturiță, buruiană-de-țară, mătura-Maicii-Precesta, mătură-turcească, năfurică, iarba sfintei Sofia
- Artemisia dracunculus - tarhon, sagna-calului
- Artemisia vulgaris - pelinariță, vetricel, iarbă-bărboasă, peliniță neagră, știr-negru
- Asarum europaeum - popilnic, piperul-lupului, ficățea, năjitnică, pipăruș, piperniță, trierei, tulipin, buba-inimii, buruiana-frigurilor, buruiană-de-atac, dafin-mic, lingura-frumoaselor, lingura-popii, iarba-fiarelor
- Asclepias syriaca - ceară
- Asperula odorata - vinariță, sânziene-de-pădure, mama-pădurii
- Asplenium ruta muraria - ruginiță, feriguță, spinarea-lupului
- Astragalus glycyphyllus - unghia găii
- Astrantia major - iurpăsătoare, cinstea-câmpului, faptul-mare, iarbă-de-orbalț, ștevie
- Atriplex hortensis - lobodă, știr
- Atropa belladona - matrăgună, beladonă, împărăteasă, țilidonie, cireașa-lupului, doamna-codrului, doamnă-mare, floarea-codrului, iarba-codrului
- Avena - ovăz, ovăs, ovâsc, ovăscior, oviez, ovoz, zob

| Cuprins: A B C D E F G H I J K L M N O P Q R S T U V W X Y Z |

## B
- Barbarea vulgaris - crușățea de câmp
- Bellis perennis - părăluțe, bănuței Bănuț
- Berberis vulgaris - dracilă, agriș-roșu, lemn-galben, măcriș-păsăresc, măcriș-spinos
- Berteroa incana - albiță
- Beta vulgaris - sfeclă, burac, pangea, ripă.
- Betula pubescens - mesteacăn pufos, mestecănaș
- Betula verrucosa - mesteacăn, betulă
- Bidens cenuus - iarbă roșie, cârligioară
- Bifora radians - iarbă-puturoasă, puciognă, scărișor, buruiană-pucioasă, buruiană-puturoasă
- Blitum virgatum - fragă-tătărească
- Borago officinalis - limba mielului, boranță, otrățel
- Boswellia serrata et carteri - livan, tămâie, smirnă, oliban
- Brassica napus et Brassica rapa - rapiță, brojbă, nap, navetă, curechi-de-câmp, curechi-sălbatic
- Brassica napus napobrassica et Brassica napus esculenta - nap, tiuș, broajbă
- Brassica oleracea - varză, vearză, veardză, curechi, cureti, chel, capustă
- Brassica oleracea var. botrytis - conopidă, cunupidă, cartafiol, carfiol
- Brassica rapa campestris - rapiță de câmp, nap sălbatic, rapiță sălbatică
- Bromus arvensis - obsigă de câmp
- Bromus secalinus - odaie, secărea, iarba-ovăzului, iarba-vântului, obsigă
- Bromus sterilis - păiușă
- Buxus sempervirens - cimișir, gard viu, merișor turcesc, bănuț, pospang

| Cuprins: A B C D E F G H I J K L M N O P Q R S T U V W X Y Z |

## C
- Calla aethiopica - cală
- Calendula officinalis - filimică, gălbenele (pl.), rufuliță, rujinică, rujnicea, rujnicuță, rujuliță, rujuță, rușnică, rușuliță, salomie, sulumină, călinică, roșioară, roșuliță
- Callistephus chinensis - ochiul-boului, rotil, rotocoale
- Calluna vulgaris - iarbă-neagră
- Caltha palustris - calcea calului
- Cannabis sativa - cânepă
- Cannabis ruderalis - cânepă sălbatică
- Capsella bursa-pastoris - traista-ciobanului, punguliță, tășculiță, buruiană-de-friguri, iarbă-de-friguri, paștele-cailor, punga-popii, straița-ciobanului, straița-popii, tășcuța-ciobanului
- Capsicum annuum - ardei, pipărișă, piper, ardeică, paprică, piparcă, pipăruș, pipărușcă, ardei iute, ciușcă, țușcă, gogoșar, capie
- Carduus acanthoides - unghia ursului
- Carduus marianus -armurar, amărea, spinul-Sfintei-Marii
- Carduus nutans - ciulin
- Carex carryophyllea - rostogol, rogojel
- Carex silvatica, riparica et pilosa - rogoz, pir-roșu, șușarcă, șovar, pir
- Carthamus tinctorius - șofrănel, șofrănaș.
- Carum carvi - chimion, chimen, secărică, secară, secărea, secăriță, tarhon, molotru
- Celtis australis - sâmbovină, mierea-ursului
- Centaurea calcitrapa - ghimpe, scaiete, vădană, pasul-dropiei, scai-mărunt, scaiul-dracului, scai-vornicesc
- Centaurea cyanus - albăstriță comună
- Centaurea solstitialis - pălămidă, vădană, zglăvoc-galben; scai-ghimpos
- Centaurea scabiosa - albăstriță scabioză
- Cephalaria transsilvanica - bărburel, spipică
- Cerastium alpinum - cornuț
- Cerastium arvense - cornuț
- Ceratonia siliqua - roșcov, păstaie, coarne-de-mare (pl.), cornul-caprei, pita-lui-Domnul-Hristos, pita-lui-sfântu-Ioan, pita-lui-Sântion, carub
- Cerinthe minor (et glabra) - somnoroasă, pidosnic, cerițică
- Ceterach officinarum - unghia ciutei
- Chaenomeles speciosa - gutui japonez
- Chamaenerion angustifolium - zburătoare-răscoace, răscoage, răsgoage, răchițică.
- Chamaenerion hyrsutum - zburătoare-pufulițe
- Chamomilla recutita - mușețel, romaniță, mamorița, mărariul câinelui, matricea, morună, moșițel, mușatea, mușățăl, ochiul boului, poala sfintei Mării, roman, romașca, romanit.
- Cheiranthus cheiri - micșunea, micsandră, viorea-galbenă, foaltine, șiboi, levcoaie-galbenă, vioară-galbenă.
- Cheiturus marubiastrum - talpa-lupului
- Chelidonium majus - rostopască, negelariță, alândurișe, gălbinare, lăptiugă, măselariță, oiască, paparună, pleoscă-niță, pleoscăriță, rostopalniță, rostopastică, rostopol, sălățea, scânteiță, tătărcele (pl.), ai-de-pădure, buruiană-de-negei, buruiană-de-pecingine, buruiană-de-tătarcă, calce-mare, crucea voinicului, iarba-rândunelei, iarbă-de-negei, iarbă-de-negi, mac-sălbatic
- Chenopodium album - spanac sălbatic
- Chenopodium bonus-henricus - spanacul-ciobanilor, dalac, buruiana-spurcului, fierul-plugului, fraga-tătarului, iarbă-înfăinată, lobodă-albă, spanac-porcesc, spanacul-oilor, spanacul-porcilor, spanacul-stânelor.
- Chenopodium hybridum - spanac-porcesc, cione, lobodă, papelă, tămâioară, tămâiță, buruiană-de-bubărea, frunze-de-piatră (pl.), iarba-zgăibii, piciorul-gâștii, talpa-gâștei
- Cicer arietinum - năut, năhút, mazărea berbecilor, măzăriche, mazăre-turcească, bobul mocanului
- Cichorium intybus - cicoare, cicoară, cicoare de câmp, andivă, cicoare de vară, cicoare amară, cicorie amara, cociță, doruleț, dudău, floarea secarei, încingatoare, mestică, scai voinicesc, scălușeț de casă, sporiș
- Cineraria hybrida - cineraria
- Circaea lutetiana - tilișcă, vrăjitoare, vrotilică, iarba-vrăjitoarei.
- Cicuta virosa - cucută-de-apă
- Cirsium arvense - pălamidă
- Cirsium vulgare - scaiete, crăpușnic, ghimpe, scai
- Citrullus vulgaris (et lanatus) - pepene verde, bostan, boșar, curcubete, die, duleți, harbuz, himanic, lubă, lubeniță, lebeniță, șiarchin, trăgulă, zămos, tigvă de tină, bolbotină
- Citrus medica - chitru
- Clematis vitalba (et alpina) - curpen, luminoasă, viță-albă, curpen de munte, curpeniță, vrej
- Cnicus benedictus L. - schinel
- Colchicum autumnale - brândușă, bălură, brândușei (pl.), ghicitori (pl.), ceapa-ciorii, floarea-brumei, ruscea-de-poiană
- Commiphora myrhha - smirnă, mir
- Conioselium vaginatum (et tartaricum) - schinduc, bucinișel
- Conium maculatum - cucută, dudău, buciniș
- Consolida ajacis - surguci, bonzari (pl.), cătănioare (pl.), ciocănași (pl.), coconași (pl.), crăcuțe (pl.) gâlceavă, ocheșei (pl.), păpucei (pl.), pinten, pintenaș, tătăiși (pl.), toporași (pl.), ciocul-ciorii, ciocul-păsării, floarea-grâului, floare-domnească, nemțișor-de-grădină, țâța-caprei
- Convallaria majalis - mărgăritar, mărgăritărel, mărgărit, lăcrămioară, lăcrimioară, clopoțel, cerceluși, suflețel
- Convolvulus arvensis - rochița rândunicii
- Corchorus olitorius (et capsularis) - iută
- Cornus mas - corn
- Cornus sanguinea - sânger, sângerel, sânginel, lemn-pucios
- Coronilla varia - coroniște
- Corylus avellana - alun, tufă
- Cossus cossus - răchitar
- Cotoneaster integerrima, vulgaris et melanocarpus - bârcoace
- Crambe tataria - târtan
- Crataegus monogyna (et oxycantha) - păducel, căcădară, gherghin, mărăcine, gherghim, măceș, ramn
- Crepis rhocadifolia (et foetida) - barba-lupului, sunătoare, găină-părăsită, măselar, pojarniță, lăptuca-iepurilor
- Crocus aureus - brândușă, șofran-galben
- Crocus banaticus - șofran, șofrănel
- Crocus heuffelianus - brândușă, mițuvele (pl.), ruscea, șofran, șofrănel
- Crocus moesiacus - șofran, brândușă galbenă
- Crocus reticulatus - brândușă, șofran-vărgat
- Crocus variegatus - șofran, șofrănel, brândușă albă
- Cucumis melo (et Curcubita pepo) - pepene galben, boșar, cantaloș, cantalup, caune, gălboi, harbuz, himunic, ieură, popone, vleg, zămos
- Cuminum cyminum chimion
- Curcubita maxima - dovleac, bostan, curcubeată, lubă, bostan, curcubetă, dulete, ludaie.
- Cuscuta epithymum - cuscută, torțel, borangic, iniță, întorțel, lipici, părul-Sfin-tei-Mării, steagul-zânelor
- Cyclamen europaeum - pâinea-porcului, pita-porcului, ciclamen, țiclamen
- Cyclachaena xanthiifolia - ciclohenă xantifolie
- Cydonia oblonga - gutui, alămâioară, măr-gutui, gutin
- Cynanchum acutum - curpene câinesc
- Cynara cardunculus - cardon
- Cynara scolynmis - anghinarie [1] , anghinare, anghina [2], angina [2], scolim, carciofoi

| Cuprins: A B C D E F G H I J K L M N O P Q R S T U V W X Y Z |

## D
- Dactylorrhiza maculata - sculătoare
- Dahlia - dalie, gherghină, leurdină
- Daphne blagayana - iederă albă
- Daphne mezereum - tulichină, piperul lupului, cleiță, liliac de padure, lemn câinesc
- Datura stramonium - ciumăfaie, laur, măslag, bolândariță, bolânzeală, borciu, cornută, faie, măselar, nebuneală, tătulă, turbare, boii-pruncilor, ciuma-fetei, măr ghimpos, mărul porcului
- Delphinium consolida - nemțișori de câmp, pintenași,toporași
- Dianthus barbatus - garoafă, garofiță de grădină
- Dianthus carthusianorum - garofiță, garoafă de câmp, garoafă sălbatică, (reg.) cuișoare (pl.), scânteie
- Dianthus chinensis - cuișoare, scaunul-lui-Dumnezeu
- Dianthus spiculifolius - garofiță, barba-ungurului, garofiță de grădină, garofiță albă de stânci
- Digitalis ambigua - degețel, degetariță, țâța-oii.
- Dipsacus pilosus -scăiuș
- Doronicum austriacum - iarba ciutei
- Draba dorneri- flămânzică
- Dracocephalum moldovica - Mătăciunea moldovenească
- Drosera rotundifolia - Roua cerului

| Cuprins: A B C D E F G H I J K L M N O P Q R S T U V W X Y Z |

## E
- Echinops commutatus - tătarnică, armurar, căpățânoasă, rostogol, scaiete, măciuca-ciobanului
- Echinops sphaerocephalus - rostogol, scaiete, arici, căpățânoasă, măciuca-ciobanului.
- Echium altissimum - coada-vacii
- Echium vulgare - iarba șarpelui
- Elaeagnus angustifolia - sălcioară, salcie mirositoare
- Epilobium angustifolium - zburatoare
- Equisetum arvense - coada-calului, barba-ursului
- Erigeron acris - ochiul-boului, bumbișor, steluță, cinci-degete, granat, lăptucul-oii, margaretă, piciorul-cocoșului, romaniță neadevărată, romaniță nemirositoare, spilcuță, spânz, steliță, steluță
- Erodium cicutarium - ciocul-cucoarei, pliscul-cocorului, pliscul-cucoarei, bănat, cucute, cumătră, greghetin, ciocul-berzei, clonțul-cocostârcului, floarea-vinului, pliscul-berzei.
- Eruca sativa - voinicică
- Eryngium campestre - scai vânăt, amărea, îndrăcită, rostogol, scăiuș, sperioasă, spin, tăvălici, buruiană-mucedă, căruța-dracului, iarba-măgarului, scaiul-vântului, spința-dracului, sporiul-casei, scai-vânăt
- Eryngium planum - scai-albastru, mărăcini (pl.), samcă, buruiana-zmeului, spin-albastru, spin-de-mucedă, spinul-vântului, spin-vânăt, șipul-vântului.
- Eupatorium cannabinum - cânepa-codrului, cânepioară
- Euphrasia stricta (et rostkoviana) -silur, buruieniță, buruienuță, dragostea-fetei, floare-de-ochi, mângâierea-apelor
- Euphorbia esula - Laptele cîinelui
- Euphorbia waldsteinii - Aliorul lui Waldștei
- Evonymus europaca - vonicer, caprifoi, clocuță, grujarcă, sânger, voinicar, lemn-câinesc, lemnul-câinelui, parastasul-popii, pomiță-de-sânger, salbă-moale
- Evonymus latifolius - salbă-moale, verigar, vonicer, lemn-câinesc
- Evonymus verrucosa - salbă-râioasă, cerceii-babei

| Cuprins: A B C D E F G H I J K L M N O P Q R S T U V W X Y Z |

## F
- Fagopyrum convolvulus - hrișcă urcătoare
- Fagopyrum esculentum - hrișcă, tătarcă
- Fagus silvatica - fag
- Festuca ovina - păiuș, păiș
- Festuca vaginala - păiuș, părul-porcului.
- Ficus carica - smochin, tabană
- Filipendula ulmaria - crețușcă, caprifoi, pepenea, rânzișoară, sânziană, smântânică, taulă, barba-caprei
- Foeniculum vulgare - molotru, molură, secărea, anason-dulce, anason-mare, anason-nemțesc, chimen-dulce, marar dulce, fenchen, finchin
- Forsythia - forsiția, forzíția, ploiță de aur
- Fragaria vesca - frag, pomniță, pomiță
- Fraxinus angustifolia - frasin de câmp
- Fraxinus excelsior - Frasin comun
- Fraxinus ornus - Mojdrean
- Freesia - frezie
- Fritillaria meleagris - lalea pestriță

| Cuprins: A B C D E F G H I J K L M N O P Q R S T U V W X Y Z |

## G
- Gagea pratensis - ceapa-ciorii, scânteiuță
- Galanthus nivalis - ghiocel, aișor, clopoței, coconei, cocorei, primăvăriță, primăvăruță, pur, tontoroșel
- Galinsoga parviflora - busuiocul-sălbatic
- Galium aparine - turtița, lipicioasa
- Gallium cruciata - tâțoi, smântânică
- Galium rotundifolium - răcovină
- Galium schultesii - cucută-de-pădure
- Galium verum (mollugo et rotundifoluium) - sânziană, sâmiană, sânzănioară, smântânică, floarea-lui-Sântion, drăgaică, sâmziánă, sâmzâiánă
- Gentiana asclepiadea - lumânărica-pământului, beșicuță, ințură, tăietură, lumânărică-albastră
- Gentiana lutea - gențiană, ghințură, abrămească, cahincea, danțură, engere, fierea pământului, ghimbire de munte, hințură, ianțură, ochincea, strigoaie, țintaură.
- Geranium macrorrhizum - mușcată, bănat, bribor, cumătră, priboi, floarea-raiului, floarea-vinului, floarea-viorii, pliscul-cucoarei, poala-Sfintei-Mării, poala-Sântei-Mării, talpa-gâștii
- Geranium pratense (et lucidum) - ciocul-berzei, greghetin, săgețică, pliscul-cucoarei
- Geranium robertianum - năpraznic
- Gladiolus imbricatum (et gandavensis) - gladiolă, săbiuță, săbioară, crin-roșu
- Glaucium corniculatum (et phoeniceum) - mac-cornut, paparună, macul-ciorii, zămoșiță
- Glechoma hederaceea - rotunjoara
- Gleditschia triacanthos - glădiță, plătică, roșcov sălbatec
- Glyceria aquatica - mană de apă, roua-cerului
- Glycine hispida (et maxima) - soia, fasole-japoneză, fasole-soia
- Glycyrrhiza glabra - lemn dulce
- Gnaphalium dioicum - parpian, părpian
- Gossypium - bumbac, coton, pămucă

| Cuprins: A B C D E F G H I J K L M N O P Q R S T U V W X Y Z |

## H
- Hedera helix - iederă, eadiră, iadră, boroștean, iarba zburătorului, fanchin, hârleț, iedera celor frumoase, iederă de pădure, iedera zânelor, sarcie, sârdar.
- Helianthemum nummularium - iarba osului
- Helianthus annuus - floarea-soarelui, soarea-soarelui, sora-soarelui, rază, rujoancă, soreancă, răsarea-soarelui, ruja-soarelui, răsărită, sorică
- Helianthus tuberosus - nap porcesc, topinambur, picioică, măr-de-pământ, morcov-porcesc, pere-iernatice (pl.), crumpenă, anghinare de Ierusalim
- Helianthus tuberosus - topinambur, nap porcesc
- Helichrysum arenarium - siminoc, mărgică
- Helichrysum bracteatum - imortelă, flori-de-paie (pl.), nemuritoare, cununiță
- Helleborus niger (et purpurescens) - spânz, spânț, elebor, bojoței, boșuță, cucurig, poranici, barba-lupului, coada-popii, coaiele-popii, iarba-nebunilor, iarbă-stearpă, ochiul-boului, ouăle-popii, păduchii-popii, boz, bozățel, bujorei, cutcurig, ruscuță, strigoaie, iarba-ne-bunilor, iarbă-strănutătoare, iarbă-șerpească, trandafir-de-iarnă
- Hemerocallis fulva (et flava) - crin galben, stânjen, crinul-fânului, dreț-galben
- Hepatica nobilis (et transylvanica) - popilnic, crucea voinicului, popấlnic, pochívnic, trei-răi
- Heracleum sphondylium (et Heracleum palmatum) - brânca-ursului, plăcinta-porcului
- Hibiscus syriacus - Zămoșiță de Siria, Hibiscus
- Hibiscus trionum, zămoșiță, brâncă, macul-cioarei
- Hieracium pilosella (syn. M officinarum - vulturică, buruiană de călcat, buruiană pentru trântitură, călcătură, ciubărul cloștii, culcușul vacii, gălbeioare, hultuneală, iarba eretei, iarba găinii, încheietoare, ochiul șarpelui, opintic, urechea șoarecelui, vulturoancă.
- Hippophaë rhamnoides - Cătină albă, Cătină de râu
- Hippuris vulgaris - coada-calului
- Hordeum - orz, ordzu, uorz
- Humulus lupulus - hamei, hăméi
- Hyacinthus orientalis - zambilă, iacint, floarea-viorelei, acintuș
- Hyoscyamus niger - măselariță, măselar, nebunariță, măsălare, măsălarniță, măsălniță, măselar, nebunariță, nebunăriță, sunătoare.
- Hypericum perforatum (et maculatum) - sunătoare, pojarniță, drobișor, fălcățea, harnică, închegătoare, pojar, pojarnică, sunaică, șerlai, zburătoare, barba-lupului, buruiană-de-năduf, crucea-voinicului, floare-de-năduf, floare-galbenă, iarba-crucii, iarba-lui-Sfântul-Ioan, iarba-sângelui, iarba-spaimei, iarba-spurcății, osul-iepurelui, sovârf-galben, fălcățea, lujerică, merișor, sovârvariță, sulițică, brâncuță-de-pisică, iarba-spaimei, trifoi-căpresc.

| Cuprins: A B C D E F G H I J K L M N O P Q R S T U V W X Y Z |

## I
- Ilex aquifolium - laur de munte, ilice
- Illicium anisatum - badian, anason-franțuzesc, anason-stelat
- Impatiens balsamina - balsamină, canale, copăcei, piersicel, lemn-de-apă.
- Inula germanica (et salicina) - cioroi, cioroinic
- Isatis tinctoria - drobușor, drob, boiengioaie, cardama, drobișor, laba-mâței

| Cuprins: A B C D E F G H I J K L M N O P Q R S T U V W X Y Z |

## J
- Juglans regia - nuc
- Juncus buffonius - iarba bivolului
- Juncus efussus (et conglomeratus) - rugină, spetează, pipirig, țipirig, iarba-mlaștinii
- Juniperus communis - ienupăr, anaperi, archiș, boabă de brad, brădișor, bradul-ciumei, brazii pitici, butimoacă, ceatină, ceten, cetină, feniar, finier, finior, ineper, jreapan , jneap, sinap, turtal, turtel, zelevat, zelet, zolovăt
- Juniperus sabina - cetină-de-negi, sabină

| Cuprins: A B C D E F G H I J K L M N O P Q R S T U V W X Y Z |

## K
- Kerria japonica - teișor, trandafir-galben.
- Knautia arvensis - mușcata-dracului, mușcatul-dracului
- Koelreuteria paniculata - oțetar galben

| Cuprins: A B C D E F G H I J K L M N O P Q R S T U V W X Y Z |

## L
- Laburnum anagyroides - bobițel, drob, grozamă, lemnul-bobului, salcâm galben
- Lactuca muralis (et sagittata) - susai, susai-de-pădure, crestățea, tâlhărea, susai-sălbatic
- Lactuca sativa - lăptucă, lăptuci (pl.), salată, salată verde, șălate (pl.), marulă
- Lamium purpureum (et album) - urzică moartă, sugel, țigancă, sugel alb, fata-mâței, urzică albă, urzică creață, pizda țigăncii
- Lapsana communis - broboană, agrișă, zgrăbunță
- Lathyrus odoratus - sângele-voinicului, indrușaim, hărăgică, măzărată, măzărean, măzărică, măzăriche, măzăroi, măzăruică, oreșniță, pejmă, floare-de-mazăre
- Laurus nobilis - dafin, laur, lubăn
- Lavandula officinalis et angustifolia - levănțică, spichinat, șpic, levant, aspic
- Lavatera thuringiaca - șalvie-albă, ghilie, nalbă, rujă-de-deal, rujă-floare-mare
- Leontodon hispidus - potcapul-călugărului
- Leontopodium alpinum - floarea-reginei, floare-de-colț, albumeală, albumiță, edelvais, flocoșele (pl.), steluță, floarea-doamnei
- Leonurus cardiaca - talpa-gâștei, apucătoare, cătușniță, cervană, somnișor, buruiana-orbalțului, buruiană-de-bleasnă, coada-leului, creasta-cocoșului, iarba-cășunăturii, iarbă-de-dat, iarbă-flo-coasă, laba-lupului; talpa-lupului, spanacul ciobanului
- Leonurus marrubiastrum - coada-mâței
- Lepidium draba - urda vacii
- Lepidium sativum - creson, hreniță, caprilemă
- Leucojum aestivum - ghiocei-mari, lușce, noduțe, omătuțe
- Levisticum officinale - leuștean, luștereag, buruiana-lingorii
- Ligularia glauca - varza iepurelui
- Ligustrum ovalifolium - lemn cainesc
- Lilium candidum - - crin, lilie, liliom
- Lilium martagon - crin de munte, crin de pădure, aișor, fiere, ai-de-pădure, crin pestriț, lilie roșie
- Linaria vulgaris - linăriță, inărică, jale, buruiană-de-in, floarea-jelei, gura-mâței, inișor-de-alior, in-sălbatic
- Linum flavum - in galben
- Linum usitatissimum - in
- Lithospermum officinale - mei păsăresc, mărgelușă, mălăcel
- Loranthus europaeus - mărgăritar, vâsc-de-stejar
- Luzula campestris - mălaiul cucului
- Luzula sylvatica - scredei
- Lychnis chalcedonica - arșinic, scaunul-popii.
- Lychnis coronaria - curcubeu, flocoșele (pl.), flocoșică, barba-împăratului, floarea-cununii
- Lychnis flos cuculi - floarea-cucului, cuculeasă
- Lychnis nivalis - gușa porumbelului, opaiț, opaițul Muntilor Rodnei
- Lycium barbarub - Cătină de gardiri, Gărdurariță
- Lycium vulgare - cătină, licină, răchișoară, zaharică
- Lycopersicum esculentum - patlăgea roșie, roșie, pătlăgea, pătlăgică, tomată, gălățană, paradaisă, porodică
- Lycopodium annotinum - cornișor
- Lythrum virgatum - răchitan

| Cuprins: A B C D E F G H I J K L M N O P Q R S T U V W X Y Z |

## M
- Maclura aurantica (sin. Maclura pomifera) - maclură, merele cailor
- Majorana hortensis (syn. Origanum majorana) - maghiran, măghiran, măgheran
- Malus domestica - măr, ameru
- Malus sylvestris - măr pădureț
- Malva rotundifolia - cașul-popii, nalbă
- Malva silvestris - nalbă-mare, mălăuț, colăceii-babei (pl.).
- Mandragora officinalis - mătrăgună, iarba codrilor
- Marrubium vulgare - cătușică obisnuită
- Medicago falcata - lucerna galbenă, culbeceasa
- Medicago sativa - lucerna albastră
- Medicago lupulina - trifoi mărunt
- Medicago orbicularis - vârtejul-pământului
- Melilotus officinalis (syn. Melilotus albus) - sulfină albă, sulcínă, sulfcínă, molotru, iarbă-de-piatră, trifoi-mare, schinduf, tindilină
- Melissa officinalis - roiniță, melisă, lămâiță, mătăcină, motoacă, răstupeașcă, roiște, stupelniță, buruiana-stupului, busuiocul-stopului, floarea-stupului, iarba-albinelor, iarba-roilor, iarba-stupului, izma-stupilor, mierea-ursului, mintă-turcească, poala-Sfintei-Mării, voioșniță-de-albini
- Mentha - mentă, borșniță, broaștil, diană, ferent, ghiatmă, giazmă, giugiumă, ghintă, iarbă neagra, iasmă, izmă bună, izmă de grădină, izmă, izmă de les, mintă, mintă de chicusuri, minta moldoveneasca, minta neagra, minta de grădină, minta calului, minta de câmpuri, minta salbatică, nina de camfor, nina de chicătură, nincă de picușuri, nintă rece, vaestniță
- Mentha arvensis - mentă sălbatică
- Mespilus germanica - moșmon, gorun, măceș, mișcul, mostoc, mostochin, scoruș-nemțesc
- Mimosa pudica - mimoză, senzitivă, simțitoare, simțitivă
- Mirabilis jalapa - norea, noptiță, barba-împăratului
- Molinia coerulea - iarbă-albastră
- Morus alba, Morus nigra - dud alb, dud negru, agud, frăgar, cirici, iagod, mură, sorcoji
- Muscari botryoides - porumbel, cocoșei (pl.), ceapa-ciorii, porumbul-cucului
- Muscari tenuiflorum (et comosum) - ceapa ciorii, floarea viorelei
- Mycelis muralis - tâlharea, crestanie, crestățea, făgețea, floarea-hoțului, foaia-făgetului, foaia-tâlharului, salată-câinoasă, susai-de-munte, susai-de-pădure, susai-pădureț, susai-sălbatic.
- Myosotis silvatica - nu-mă-uita, miozotis, ochii-păsăruicii, ochiul-șarpelui, urechea-șoarecelui
- Myricaria germanica - cătină mică, vezi șiTamarix
- Myrtus communis - Mirt

| Cuprins: A B C D E F G H I J K L M N O P Q R S T U V W X Y Z |

## N
- Narcissus - narcisă, zarnacadea, cocoară, coprină, ghiocel, lușcă, nevestică, unguroaică, unguroaie, floare-de-ceapă, rogoz-de-grădină, stânjen-alb, fulie
- Narcissus radiiflorus - coprină, narcisă-de-munte
- Nasturtium officinale - cardama, năsturel, bobâlnic, brâncuță, creson, hreniță, năsturea, măcriș-de-baltă
- Nasturtium palustre - brâncuță, rapiță-sălbatică
- Nepeta cataria - cătușnică, iarba-mâței, iarba-vântului, iarbă-flocoasă, minta-mâței.
- Nerium oleander - leandru, oleandru, rododafin.
- Nicotiana rustica - tutun turcesc, bacon, baconiță, tabac
- Nicotiana tabacum - tutun, tabac
- Nigritella rubra (et nigra) - sângele-voinicului, musucel, puțoi
- Nuphar luteum - nufăr, nenufar, plută, mai-de-apă, plămână-galbenă
- Nymphaea alba - nufăr, nenufar, plumieră, plută, plutniță, plămână-albă, tidvă-de-apă

| Cuprins: A B C D E F G H I J K L M N O P Q R S T U V W X Y Z |

## O
- Ocimum basilicum - busuioc, mătăcină
- Oenothera biennis - luminiță, iarba-asinului
- Ononis spinosa - osul iepurelui
- Onopordon acanthium - ciulin, ghimpe, scaiete, scai, pălămidă, sita-zânelor
- Orchis coriophora - ploșnițoasă
- Orchis mascula - poroinic, gemănariță, sculătoare, limba-cucului, untul-vacii, salep
- Orchis papilonacea - gemănariță, poroinic, bujorel
- Origanum vulgare - sovârf, sovârfi, savur, sovấrv, șovấrf, origan, oregan, broască, budeană, dost, ferăstău, milot, stropan, trifoiște, busuioc-de-pădure, busuiocul-feciorilor, măghiran-sălbatic, arigan
- Orobanche caryophyllacea  - verigel, crăielici, floarea-untului, iarba-untului, iarba-vântului, săgeata-lui-Dumnezeu.
- Orobanche gracilis - săgeata-lui-Dumnezeu, verigel
- Orobanche ramosa - lupariță, busuioc-sălbatic, lupoaie
- Oxycoccus quadripetalus - răchițele

| Cuprins: A B C D E F G H I J K L M N O P Q R S T U V W X Y Z |

## P
- Paeonia officinalis (et peregrina) - bujor, rujă, rujioară, rușioară, băbărujă
- Paliurus spina-christi - spinul lui Cristos, spinul-asinului, dracă.
- Panicum miliaceum - mei, părâng, păsat, mălai
- Papaver somniferum (et rhoeas) - mac, paparună, somnișor, măcuț, păpăruie
- Pastinaca sativa hortensis - păstârnac, păstărnác, păstârnap
- Pedicularis campestris - darie
- Pedicularis verticillata - vârtej, vârtejul-pământului, păducher, păducherniță
- Petunia hybrida - petunie, leicuță, parfum, tolceruț, vinete (pl.), bună-dimineața
- Pharbitis purpurea (et Ipomaea) - zorea, bună-dimineața, adormițele (pl.), răcorele (pl.), rozetă, schimbăcioase (pl.), volbură, barba-împăratului
- Phaseolus vulgaris - fasole, păsulă, păsui, făsúle, fasúle
- Philadelphus coronarius - lămâiță, mălin, pom, scumpină, sipică, sirinderică
- Phlox drummondi (et paniculata) - brumărea, rotocoale (pl.), sămăchișă, scânteiuță, scaunul-Domnului
- Phoenix dactylifera - curmal, curmal comestibil, finic
- Picea abies (et excelsa) - molid, molete, molidar, molift, brad roșu, târș, sihlă
- Pimpinella anisum - anason, anisón
- Pinus cembra - zâmbru, zímbru
- Pinus mugo - jneapăn, jnepen, jep, giuneapin
- Plantago lanceolata - coada-șoricelului, căruțele (pl.), limbariță, coada-șoricelului, iarba-tăieturii, limba-bălților, limba-broaștei, limba-oii, limba-șarpelui.
- Plantago major - pătlagină, minciună, iarba-bubei, iarbă-de-cale, iarbă-grasă-de-grădină, iarbă-mare, limba-boului, limba-oii, plăcințica-vacii
- Plantago media et Plantago gentianoides - limba-oii, iarbă-de-cale, limba-mânzului
- Polygonatum odoratum - coada cocoșului, pecetea lui Solomon
- Polygonum bistorta - răculeț, cârligat, cârligățică, cârligel, nodurar, șerpariță, troscot, troscoțel, buruiana-rândunicii, iarba-balaurului, iarba-șarpelui, iarbă-iute, iarbă-roșie, lemn-dulce, moțul-curcanului, rădăcina-șarpelui.
- Polygonum convolvulus L - Hrișca deasă
- Polygonum persicaria - iarbă-roșie, iarba-puricelui
- Populus alba, Populus nigra) - plop: plop alb, plop negru, plopotaș, plută
- Populus pyramidalis - plută
- Portulaca oleracea - portulacă, dragoste, grasiță, porcină, urechelniță, buruiană-grasă, floare-de-piatră, pita-porcului
- Potentilla anserina - coada-racului
- Primula elatior (et veris) - ciuboțica cucului, aglică, aglicel, țâța-oii, țâța-vacii.
- Prunella vulgaris - busuioc-sălbatic, șopârlăiță, șopârliță, busuioc-roșu, șopârlariță, iarbă-neagră, busuioc-de-câmp
- Prunus domestica - prun, pearjă, perj
- Prunus fructicosa - vișin-sălbatic, vișinel, cireș-de-Bărăgan, cireș-pitic
- Prunus insititia - corcoduș, zarzăr, goldan, coromilă, renglot, culcuduș, prun gogoneț, crichin
- Prunus mahaleb - Vișin turcesc, mahaleb, antep, mălin
- Prunus padus (syn. Padus avium) - mălin alb, cireș păsăresc
- Physalis alkekengi - păpălău, gogoașă, bășicuță, bășică, boborea, bubuchie, curcubetică, gheorghinar
- Pulicaria dysenterica - tătăiș, tătăiși, tătăíșă, punga-babei.
- Pulmonaria officinalis, mollisima et rubra - mierea ursului, plămânăriță, cuscrișor, plămânărică, cuscrior, cuscru, plămânare, sudoare, iarba-plumânei, plămânare, plămânărică, plămânărea
- Pulsatilla alba - sisinei, oiță, omeluțe, vișină-de-munte
- Pulsatilla montana - dedițel, dediței (albaștri, vineți) (pl.), degețel, pisicei, viânturele, suflețele, seșinei, adormițele
- Punica granatum - rodiu, rodier, rubin, rodie, granată
- Pyrola secunda - merișor, brăbănoc, perisor, verdeața-iernii

| Cuprins: A B C D E F G H I J K L M N O P Q R S T U V W X Y Z |

## Q
- Quercus cerris - Cer (arbore)
- Quercus fraineto - Gârniță
- Quercus pedunculiflora - stejar brumăriu.
- Quercus petraea - gorun, slădun, tufan, ceroi
- Quercus pubescens - stejar pufos, tufan, tufă, șledun, stejărică
- Quercus robur - stejar
- Quercus sessiliflora - ghindar

| Cuprins: A B C D E F G H I J K L M N O P Q R S T U V W X Y Z |

## R
- Ranunculus sceleratus - boglar, rărunchi, rânzișoară
- Ranunculus repens - piciorul cocoșului
- Raphanus raphanistrum - ridiche sălbatică, ridichioară, rapiță sălbatică.
- Raphanus sativus - ridiche, rotcă.
- Rhamnus frangula et Rhamnus cathartica - crușân, pațachină, lemn-câinesc, salba-dracului, salbă-moale, părul-ciutei, verigar, crasici, porumbel, vonicer, lemn-râios, lemnul-câinelui, poama-câinelui, spin-alb, spinele-cerbului
- Rheum officinale - revent, rubarbă, rabarbură.
- Rhododendron kotschyi (syn. Rh. myrtifolium) - smârdar, smirdar, cocăzar, cocozar, bujor-de-munte, bujorel de munte, merișor, iederă-de-munte, popdele, rujă, trandafiraș-de-munte, tulipin, vâsc-de-munte,
- Rhus typhina - oțetar, scumpie
- Ribes rubrum - coacăz, păltinele, ribizli, risiță, rozinchin, agriș-roșu, pomusoară, smorodin, strugurei negri (pl.)
- Ribes uva-crispa - agriș, pomușoară, rezachie, rișiță, struguri-spinoși (pl.), agríșe, aghireáșe
- Robinia pseudacacia - salcâm, acățar, păsuiele (pl.), rug, vacație, lemn-alb, acaț, băgrin, pănar
- Rosa canina - măcieș, măceș, cacadâr, calcaderiu, cecadar, cascadin, ciucuri de mărăcine, macacadar, calcaderiu, cecadar, cascadin, ciucuri de mărăcine, măracacadar, calcaderiu, cecadar, cascadin, ciucuri de mărăcine, mărăcinele cioarei, mărăcinele coțofanei, răsură, rug de măceș, rug salbatic, rugul-vacii, rujă, rujiță, scoabe, scochin, scoruș nemțesc, sipică, suieș, trandafir de câmp, trandafir salbatic, tufă de rug, zgorghin
- Rubus caesius - mur de miriște
- Rubus fructicosus - mur, rug, murai, murar, muroi
- Rubus idaeus - zmeur, zmeurar, rug, mana-jidovului
- Rumex (acetosa, acetosella) - măcriș, macriș, acriș, lugeru-broaștii, schiaz
- Rumex (patientia, alpinus, conglomerata, crispus, sanguineus) - ștevie, măcrișul calului, urzica-raței, brustan, dragomir, dragavei, dragaveică, crestățea, hrenuț, limba-boului
- Rumex palustris - dragavei, dragaveică, măcriș de apă
- Ruscus aculeatus - ghimpe, ghimpe-pădureț, merișor
- Ruta graveolens - rută, virnanț

| Cuprins: A B C D E F G H I J K L M N O P Q R S T U V W X Y Z |

## S
- Salix alba - salcie, răchită, mlajă, răchită, răchițică, străvăț, zălog, loză, lozie
- Salix babylonica - Salcie plângătoare, salcie pletoasă
- Salix caprea - Salcie căprească, iovă
- Salsola soda - săricică
- Salvia glutinosa - cinsteț, lăpuș, lipan, meduneț, sugariu, șerlai, brânca-porcului, brusturul-caprei, cocean-căpresc, jale-cleioasă, salvie-cleioasă, urechea-porcului
- Sambucus nigra - soc, holer, hoz, iboz, scorpat
- Sanicula europaea - sănișoară, șarponel, buruiană-de-dambla, cinci-foi, cinci-foi-mari, iarba-frântului, omag, iarba-sasului
- Saponaria officinalis (et vaccaria) - ciuin, săpunariță, colăgaci, odagaci, berbecei (pl.), grozdică, juni (pl.), mielușei (pl.), săpuior, săpun, săpunar, săpunaș, săpunel, săpunioară, săpuniță, spumariță, văcărică, văcăriță, buruiană-albă, floarea-călugărului, flori-albe (pl.), flori-bătăi (pl.), flori-de-sopon (pl.), flori-de-tăietură (pl.), iarbă-de-săpun, iarbă-de-soponit, mărarul-calului, rupturi-de-mal (pl.), spuma-calului, săpunare, săpunărică
- Satureja hortensis - cimbru, lamâiță, lamâioara
- Saxifraga adscendens - ochii-șoricelului, strugurel
- Scabiosa ochroleuca et Scabiosa lucida - mușcatul dracului, sipică, rueni (pl.), năsturaș-de-bube
- Schoenoplectus lacustris - rogoz, pipirig, păpurică, țiperig, papură-rotundă.
- Scilla maritima -ceapă-de-mare, ceapa-câinelui
- Scirpus maritimus - rogoz, pașă
- Scorzonera hispanica - scorțoneră, salsifi, salată-de-iarnă
- Scrophularia alata - iarbă neagră
- Scutellaria altissima - gura-lupului, colțul-lupului
- Secale cereale - secară, hărană, salbă, secărea.
- Senecio jacobaea - lemnul-Domnului, cruguliță, rugină
- Senecio vernalis - cruciuliță vernală
- Senecio vulgaris - cruciuliță obișnuită
- Silene pusilla -  sămânța soarelui
- Sinapis arvensis - ridichioară, muștar de câmp
- Sisymbrium officinale - frunza-voinicului, burnicruț, sămcuță, frunza-voinicului, brâncuță
- Solanum dulcamara - lăsnicior, zârnă, buruiană-de-dalac, patlagină-de-dalac, vița-corcilor, vița-evreilor
- Solanum tuberosum - cartof, crumpen, crumpenă, baraboi, barabulă, pătati, pitioici, picioc, picioică, barabușcă, bulughină, alună, bobâlcă, bologeană, bulugheană, colompiră, coroabă, crump, curulă, erdăpane, fidireie, ghibiroancă, ghistină, goață, grumbă, hadaburcă, măr, nap, ou, țermer, vovică, poamă-de-pământ, badaliurcă, bandraburcă, baraboi, barabușcă, bighiroancă, bigură, boabă, boambă, boboașă, bulughină, cuculă, gogoașă, măgherușcă, pară, perușcă, piroșcă
- Soldanella major - potiraș
- Solidago virgaurea - splinuță, splinăriță, vargă-de-aur, mănunchi, splinariță, zmeoaică, floare-boierească, floare-buiacă, vargă-de-aur
- Sonchus - susai-de-pădure, susai-pădureț, castravan, lăptucă, susăiță, tâlhărea, iarba-iepurelui, pălă-midă-grasă
- Sorbus aucuparia - scoruș, mersină, sorb, lemn-câinesc, lemn-pucios, pomul-ursului
- Spartium junceum - bucsău, scai-de-papură
- Spinacia oleracea- spanac, spănac, drăgăvii, șpenot
- Spiraea aruncus - barba-popii, barba-țapului, coada-priculicilor, cornul-dracului, floarea-zmeului, goliciunea-fetii-pădurii, Mama-Pădurii
- Spirea ulmifolia - cununiță
- Stellaria media - răcovină, răcuínă, răcoínă, aurică, cuișoriță, ghețișoară, rocoțel, scânteiuță, coadă-de-găină, iarba-găinii, iarbă-de-păsări, steluța-fetei, steluță-albă.
- Stipa capillata - năgară, bucșău, păiuș, pănușiță, șușarcă, iarba-curălei.
- Succisa pratensis - ruin, călugărișoară, șopârlaiță, floarea-văduvelor, mușcatul-dracului
- Symphoricarpus albus - hurmuz, corale-albe (pl.), lemn-cu-boabele-albe
- Syringa vulgaris - liliac, mălin, scumpie, boroștean, iorgovan, scrinte

| Cuprins: A B C D E F G H I J K L M N O P Q R S T U V W X Y Z |

## T
- Tagetes erecta (et patula) - crăiță, crăițe (pl.), vâzdoagă, boance (pl.), bofte (pl.), budiană, ocheșele (pl.), săscută, schilculițe (pl.), țigăncușe (pl.)
- Tamarix ramosissima - cătină roșie, tamariscă, cătină de garduri (vezi și Tamarix)
- Tamus communis - untul pământului, fluierătoare, napi-porcești-de-pădure (pl.), vită-neagră
- Taraxacum officinale - păpădie, buhă, cicoare, crestățea, lăptucă, lilicea, mâță, papalungă, pilug, turci, curu-găinii, floarea-broaștei, floarea-găinii, floarea-mălaiului, floarea-sorului, floarea-turcului, flori-galbene (pl.), gălbinele-grase (pl.), gușa-găinii, ouăle-găinilor (pl.), papa-găinii, părăsita-găinilor, pui-de-gâscă
- Teucrium chamaedrys - dumbăț, dumbeț, jugărel, jugăreț, sclipeț, spulberătură, șugărel
- Thalictrum flavum - rutișor galben, rută
- Thlaspi jankae - punguliță
- Thymus - cimbrișor, iarba cucului, timian, timișor
- Tilia cordata - Tei pucios
- Tilia tomenthosa - Tei argintiu
- Tragopogon major - barba-caprei, floare-de-câmp-galbenă, salată-de-iarnă, țâța-caprei
- Trapa natans - cornaci
- Tribulus terestris - colții babei, ciulinul de deal
- Trifolium arvense - trifoi, papanaș, cercură, clopoțel, cotocei (pl.), culbeceasă, ghizdei, mielușel, mâțișor, mâțucă, mohorel, motocei (pl.), pepenări (pl.), pepenei (pl.), pepeniță, pisici (pl.), pufușor, coada-mâței, iarba-somnului.
- Triglochin palustris - broscăriță, iarba-șarpelui, limba-apei.
- Trigonela foenum graecum - schinduf, molotru, fân grecesc
- Trolium europaeus - bulbuc, bâlbor, gloanță, bulbucel-de-munte, fusta-rândunelii, măr-auriu
- Tulipa gesneriana - lalea, tulipă, tulipan, laptele-păsării.
- Tussilago farfara - podbal, podbeal, păpădie, ropan, ropanior, podbeálă

| Cuprins: A B C D E F G H I J K L M N O P Q R S T U V W X Y Z |

## U
- Ulmus carpinifolia - ulm, șleau, velniș, vânj
- Urtica dioica (et urens) - urzică, urzică mică, oieșea, urzicea, urzică crăiască, urzică iute

| Cuprins: A B C D E F G H I J K L M N O P Q R S T U V W X Y Z |

## V
- Valeriana officinalis - odolean, odoleană, valeriană, gușa-porumbelului, gușa-porumbului.
- Veratrum rugrum, album et nigrum - stirigoaie, știrigoaie, bozățel
- Verbascum phoeniceum - coada-mielului
- Verbascum densiflorum - lumânărică
- Verbascum thapsus - lumânărică
- Verbena officinalis - verbină, sporiș, urzicuță, vervenă, măturiță, spornic
- Veronica officinalis - ventrilică, buruiana-de-perit, buruiana-de-cel-perit, matrice, stratorica, soparlaita, ventricea, vindrilica
- Veronica longifolia - ventrilică, iarba șerpilor
- Viburnum opulus - călin, amăruș
- Viburnum lantana - Dârmox, dârmoz
- Vicia cracca - măzăriche
- Vicia faba - Bob (leguminoasă),
- Vicia villosa - Măzariche-păroasă
- Vicia sativa - mazăre de primăvară
- Vinca herbacea (et Vinca minor) - saschiu, brebenoc, cununiță, merișor, pervincă
- Viola dacica (et Viola declinata) - unghia pasării
- Viola odorata - viorea, violetă, toporaș, violă, călțunaș, cârligel, cocoșel, garoafă, găurea, micsandră, micșunea, nemțoaică, tămâioară, vioară, floare-domnească, flori-mărunte (pl.), flori-mărunțele (pl.), zambilă-de-câmp
- Viola tricolor(et wittrockiana) - pansea, panseluță, catifeluță, puizea, trei-frați-pătați, barba-împăratului, gușa-găinii
- Vitex agnus-castus - mierlărea, lemnul lui Avram
- Vitis hederacea - viță sălbatică, viță puturoasă, aguridar
- Vitis vinifera (et riparia) - viță-de-vie, acrid, loază, poamă

| Cuprins: A B C D E F G H I J K L M N O P Q R S T U V W X Y Z |

## W
- Wisteria sintensis - Glicină

| Cuprins: A B C D E F G H I J K L M N O P Q R S T U V W X Y Z |

## X
- Xeranthemum annuum (et foetidum) - plevaiță, imortelă, cununiță, măturică, pelin, pleviță, tavnică, tavniță.
- Xanthium strumarium - cornuț

| Cuprins: A B C D E F G H I J K L M N O P Q R S T U V W X Y Z |

## Z
- Zea mays - porumb, cucuruz, păpușoi, călăboc, călambuc, ciolomadă, cocenași, colibaș, cucoriță, gârnișor, mălai, păpușă, tenchi, misir
- Zingiber officinale - ghimbir, ghimber, imbir, piper alb
- Ziziphus jujuba - jujubă, măslin dobrogean
- Zostera marina - iarbă-de-mare, zegras